# Danny Ongais
Danny Ongais (n. 21 mai 1942, Kahului⁠(d), Comitatul Maui, Hawaii, SUA – d. 26 februarie 2022, Anaheim Hills⁠(d), California, SUA) a fost un pilot american de Formula 1 care a evoluat în Campionatul Mondial între anii 1977 și 1978.